# Flódni
Le flódni ([ˈfloːdni]) est un gâteau hongrois lié à la culture ashkénaze nationale. Il est constitué d'une superposition de couches de pâte, garnies de noix, pavot, pomme et confiture.
Cette pâtisserie juive, également connue sous le nom de Fächertorte en Autriche, est remplie de couches de pommes, de noix, de graines de pavot et de confiture de prunes. Le flódni est traditionnellement consommé à Pourim et à Hanoucca.